# Eusparassus laterifuscus
Eusparassus laterifuscus là một loài nhện trong họ Sparassidae.
Loài này thuộc chi Eusparassus. Eusparassus laterifuscus được Embrik Strand miêu tả năm 1908.